# Le Port de l'angoisse
Pour l’article ayant un titre homophone, voir Le Porc de l'angoisse.
Pour plus de détails, voir Fiche technique et Distribution.

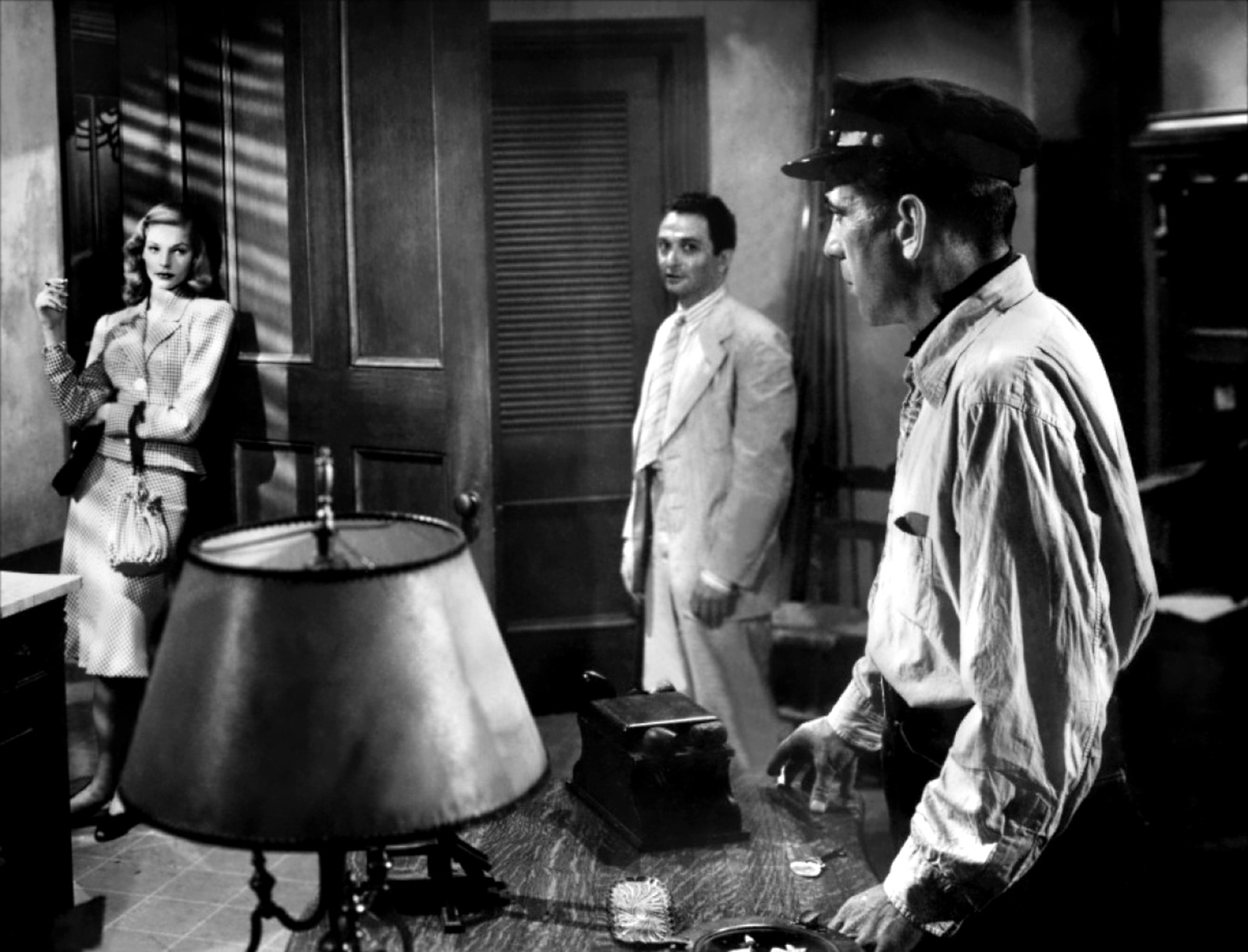
Lauren Bacall, Marcel Dalio et Humphrey Bogart.

Le Port de l'angoisse (To Have and Have Not) est un film américain réalisé par Howard Hawks, sorti en 1944. Il s'agit d'une adaptation du roman To Have and Have Not d'Ernest Hemingway.
Ce film est la première apparition au cinéma de Lauren Bacall.

## Synopsis
En 1940 à Fort-de-France en Martinique, durant l'administration vichyste, le patron-pêcheur Steve se tient à l'écart des questions politiques, il loue son bateau à de riches touristes américains pour des parties de pêche en haute mer. Un jour, Steve est confronté à un client mauvais payeur, Johnson, grâce auquel il va faire la connaissance d'une jolie et énigmatique américaine, Slim, un peu perdue et sans le sou. Avec elle, il va être amené à soutenir des résistants et à faire face à la police de Vichy.

## Fiche technique
- Titre original : To Have and Have Not
- Titre : Le Port de l'angoisse
- Réalisation : Howard Hawks, assisté de Don Siegel (non crédité)
- Scénario : Jules Furthman et William Faulkner, avec la participation non créditée de Cleve Franklin Adams et Whitman Chambers, d'après le roman To Have and Have Not (En avoir ou pas) d'Ernest Hemingway
- Direction artistique : Charles Novi
- Costumes : Milo Anderson
- Photographie : Sidney Hickox
- Montage : Christian Nyby
- Musique : William Lava et Franz Waxman (non crédités)
- Production : Jack Warner et Howard Hawks
- Société de production : Warner Bros. Pictures
- Société de distribution : Warner Bros. Pictures
- Pays d'origine :  États-Unis
- Langue : anglais (et quelques mots en français)
- Format : noir et blanc - 35 mm- 1,37:1  - son mono
- Genre : film noir
- Durée : 100 minutes
- Dates de sortie : 
  - États-Unis : 11 octobre 1944 (première à New York) ; 20 janvier 1945 (sortie nationale)
  - France : 10 octobre 1947

## Distribution
- Humphrey Bogart : Harry Morgan
- Lauren Bacall (VF : Marie Zidi ) : Marie Browning, dite « Microbe »[1]
- Walter Brennan (VF : Patrice Dozier ) : Eddie
- Dolores Moran (VF : Laura Préjan ) : Hélène de Bursac
- Hoagy Carmichael : Cricket
- Sheldon Leonard : Lieutenant Coyo
- Walter Surovy : Paul de Bursac
- Marcel Dalio : Gérard, dit « Frenchy »
- Walter Sande (VF : Mathieu Rivolier ) : Johnson
- Dan Seymour (VF : Alain Flick ) : Commissaire Renard
- Aldo Nadi : le garde du corps du commissaire Renard

et parmi les acteurs non crédités :
- Jean De Briac : un gendarme
- Maurice Marsac : un gaulliste
- Louis Mercier : un gaulliste
- Ron Randell : un enseigne de la marine
- Marguerite Sylva :  La caissière

## Production
Ce film serait né d'une partie de pêche entre Hawks et Hemingway, durant laquelle le réalisateur essayait de convaincre son ami de venir à Hollywood, pour se lancer dans le cinéma. Ce dernier étant récalcitrant, Hawks lui proposa de porter à l'écran son plus mauvais livre, ce à quoi Hemingway aurait répondu : « Quel est mon pire roman ? […] cette chose informe qui s'appelle To Have or Have Not »[réf. nécessaire].
Lauren Bacall fait sa première apparition au cinéma. Ce tournage permet à Bogart et Bacall de se rencontrer. Ils deviendront un des couples les plus célèbres de Hollywood.

## Musique
Dans le film, Bacall chante How Little We Know de Hoagy Carmichael et Johnny Mercer.
La bande originale comprend aussi une autre chanson de Carmichael intitulée Hong Kong Blues, coécrite par Stanley Adams, ainsi que Am I Blue?, écrite par Harry Akst et Grant Clarke. Hong Kong Blues fut également reprise par le groupe québécois Les Colocs, parue sur l'album Atrocetomique en 1995.

## Postérité
La réplique « If you want me, just whistle. You know how to whistle, don't you, Steve? You just put your lips together and blow », prononcée par Lauren Bacall, a été classée 34e dans la liste des 100 répliques les plus connues du cinéma américain établie par l'American Film Institute en 2005.
Cette réplique est reprise, en français, par la voix française de Carla Gravina, au début du film Sans mobile apparent, de Philippe Labro (1971).